# Церковь Сурб Карапет (Несветай)
Церковь Сурб Карапет —  храм в селе Несветай Мясниковского района и Большесальского сельского поселения Ростовской области. Относится к Армянской апостольской церкви.  Здание церкви, в соответствии с решением  облсовета № 325 от 17.12.1992 года, является памятником архитектуры регионального значения. 
Адрес: Россия, Ростовская область, Мясниковского район, с. Несветай, ул. Ворошиловская.

## История
Заселение армянами Донских земель происходило более двух веков назад. В конце XVIII века Екатерина II издала Указ о переселении армян из Крыма в Приазовье. В 1779 году тысячи армян прибыли на новое место жительства, основав села Чалтырь, Крым, Большие Салы, Султан Салы и Несветай. Село Несветай было основано в 1780 году, а сельская церковь Сурб Карапет была основана в 1790 году.
В 1837 году купец первой гильдии Ново-Нахичевани Махтеси Карапет Тоникян обратился с прошением в Ново-Нахичеванское духовное правление, чтобы ему разрешили  построить в селе на собственные средства новую церковь, так как здание старой церкви находилось уже в ветхом состоянии. Разрешение было получено и весной 1858 года строительство церкви было начато. Церковь была рассчитана на одновременное посещение 250 прихожан. 12 июля 1866 года купец скончался и церковь осталась недостроенной. Тоникян завещал после его смерти завершить строительство храма. В свое время он приобрел много строительных материалов на постройку храма, которые могли пригодиться для продолжения стройки.
К 1866 году на сооружение церкви Сурб Карапета потратили около 30 тысяч рублей, при этом строительство здания было закончено до карниза.
В 1867 году прихожане решили построить новый храм, используя оставшиеся стройматериалы и обратились в консисторию за разрешением на строительство.  Строительство новой церкви прихожане обосновывали тем, что архитектура начатой церкви не соответствовала армянской, а также место не было правильно выбрано. Но в ноябре 1869 году консистория разрешила прихожанам только завершить строительство начатой Тоникяном церкви, используя купленные Тоникяном стройматериалы. В 1870 году строительство церкви было завершено.
При храме еще в 1868 году была открыта церковно-приходская школа, в которой сразу обучалось 18 детей.  В 1896 году число учеников увеличилось до 87. В 1903 году школу передали в ведение министерства просвещения, сохранив при этом церковное финансирование.
В последующие годы церковь подвергалась многочисленным ремонтам и перестройкам. В 1886 году был проведен ремонт крыши, на что было затрачено из доходов церкви около 200 рублей серебром. В июне 1888 года архиепископ Григор разрешил постройку постамента для креста. Для этого надо было изыскать 3 тысячи рублей. Часть этой суммы в 1 тысячу рублей пожертвовал почетный гражданин города Ново-Нахичевани Михаил Авакян, из церковных доходов было выделено 800 рублей, оставшуюся часть собрали прихожане храма.
В 1923 году проводился ремонт лестницы в церковной колокольне и вновь крыша. Богослужение в церкви в эти годы проводили два священника.
В  1930-е годы храм обветшал и из-за отсутствия средств на ремонт, богослужения в нем были прекращены.
В годы Великой Отечественной войны храм пострадал от обстрелов, были разрушены часть перекрытий и стен, купол колокольни.
В настоящее время здание церкви нуждается в ремонте. В храме разрушен купол колокольни, в окнах отсутствуют рамы, от росписей храма остались фрагменты. Внутри храма лежат на земле два из трёх алтарных камня. Тем не менее, здание церкви, в соответствии с решением  облсовета № 325 от 17.12.1992 года, является памятником архитектуры регионального значения. Подготовительные работы для восстановления храма не проводятся.

## Архитектура
По типу архитектуры здание церкви Карапета  повторяет церковь монастыря Сурб Хач. В церкви имеется расширенный в средней части молитвенный зал, с востока к нему примыкает выступающая наружу алтарная апсида, а с запада пристроена двухъярусная колокольня. Полуциркульная в плане апсида связана с основным помещением храма арочным проемом, который, видимо, закрывался иконостасом.
Колокольня снизу разделялась перегородками на коридор, ведущий в церковь и служебное помещение.  Интерьер молитвенного зала гармонизирует с венчающим в его центре широким куполом. Храм был покрыт росписями, их фрагменты сохранились в алтарной апсиде и в центре на поддерживающих пандативах. Перед северным и южным входами были широкие четырехколонные портики дорического ордера, гармонирующие с расположенными по сторонам в дверных и оконных проемах пилястрами.
Барабан купола с пилястрами между узкими с полуциркульным верхом окнами и массивные устои звонницы колокольни придают тяжеловесность внешнему виду здания.